# Avec Claude Monet
Pour plus de détails, voir Fiche technique et Distribution.
Avec Claude Monet est un court-métrage français écrit, écrit, réalisé et sorti en 1966 par Dominique Delouche.

## Synopsis
Documentaire sur Claude Monet. Où et quand il vécut. Et comment il révolutionna la technique de la peinture.

## Fiche technique
- Titre : Avec Claude Monet
- Scénariste et réalisateur : Dominique Delouche
- Producteurs : Albert Skira, Simon Schiffrin
- Sociétés de production : Skira Films, Flag Films
- Image : Jean Bourgoin
- Musique : Maurice Thiriet
- Montage : Bella Brodsky
- Langue : français
- Visa d'exploitation en France N° 31472 délivré le 8 juin 1966
- Pays de production :  France
- Genre : Drame
- Format : Couleurs - Négatif et Positif : 35 mm - Son : Mono
- Laboratoire : LTC Saint-Cloud
- Durée : 18 minutes
- Dates de sortie :
  - France : 1966
  - Italie : septembre 1967 (Mostra de Venise 1967)
  - France : 30 septembre 2016 (Dieppe, Festival Normandie impressionniste)

## Palmarès
- Piatto d'Argento à la Mostra de Venise 1967